# Alloscleria
Alloscleria is een geslacht van sponsdieren uit de klasse van de Demospongiae (gewone sponzen).

## Soort
- Alloscleria tenuispinosa (Topsent, 1927)